# Canotaj la Jocurile Olimpice de vară din 2020 - Opt rame cu cârmaci feminin
Proba feminină de canotaj opt rame cu cârmaci de la Jocurile Olimpice de vară din 2020 a avut loc în perioada 24-30 iulie 2021 pe Sea Forest Waterway.

## Program
Orele sunt ora Japoniei (UTC+9) 
| Data                    | Timp | Etapă        |
| ----------------------- | ---- | ------------ |
| Duminică, 25 iulie 2021 | 9:00 | Calificări   |
| Miercuri, 28 iulie 2021 | 8:30 | Recalificări |
| Vineri, 30 iulie 2021   | 8:45 | Finala       |

## Rezultate

### Calificări - cursa 1
| Loc | Concurente                                                                         | Țară           | Timp    | Note |
| --- | ---------------------------------------------------------------------------------- | -------------- | ------- | ---- |
| 1   | Greenslade, Dyke, Spoors, Bevan, Prendergast, Gowler, Ross, Gowler, Shepherd       | Noua Zeelandă  | 6:07,65 | C    |
| 2   | Roman, Gruchalla-Wesierski, Roper, Proske, Grainger, Mailey, Payne, Wasteneys, Kit | Canada         | 6:07,97 | R    |
| 3   | Wang Z, Wang Y, Xu F, Miao T, Zhang M, Ju R, Li J, Guo L, Zhang D                  | China          | 6:10,77 | R    |
| 4   | Gammond, Parfett, Ford, Muzerie, McMurtry, Douglas, Edwards, Brew, Horn            | Marea Britanie | 6:26,76 | R    |

### Calificări - cursa 2
| Loc | Concurente                                                                       | Țară                       | Timp    | Note |
| --- | -------------------------------------------------------------------------------- | -------------------------- | ------- | ---- |
| 1   | Thoennes, Buck, Doonan, Mooney, Coffey, Salmons, Musnicki, O'Brien, Guregian     | Statele Unite ale Americii | 6:08,69 | C    |
| 2   | Rusu, Bejinariu, Dedu, Tivodariu, Vrînceanu, A Bereș, M Bereș, Tîlvescu, Druncea | România                    | 6:09,95 | R    |
| 3   | Horton, Aldersey, Cox, Patten, Hawe, Rowe, Werry, Goodman, Rook                  | Australia                  | 6:18,95 | R    |

### Recalificări
| Loc | Concurente                                                                         | Țară           | Timp    | Note |
| --- | ---------------------------------------------------------------------------------- | -------------- | ------- | ---- |
| 1   | Rusu, Bejinariu, Dedu, Tivodariu, Vrînceanu, A Bereș, M Bereș, Tîlvescu, Druncea   | România        | 5:52,99 | C    |
| 2   | Roman, Gruchalla-Wesierski, Roper, Proske, Grainger, Mailey, Payne, Wasteneys, Kit | Canada         | 5:53,73 | C    |
| 3   | Wang Z, Wang Y, Xu F, Miao T, Zhang M, Ju R, Li J, Guo L, Zhang D                  | China          | 5:55,69 | C    |
| 4   | Horton, Aldersey, Cox, Patten, Hawe, Rowe, Werry, Goodman, Rook                    | Australia      | 5:57,15 | C    |
| 5   | Gammond, Parfett, Ford, Muzerie, McMurtry, Douglas, Edwards, Brew, Horn            | Marea Britanie | 6:05,26 |      |

### Finala
| Loc | Culoar | Țară                       | Timp    | Note |
| --- | ------ | -------------------------- | ------- | ---- |
| 1   | 2      | Canada                     | 5:59,13 |      |
| 2   | 3      | Noua Zeelandă              | 6:00,04 |      |
| 3   | 6      | China                      | 6:01,21 |      |
| 4   | 4      | Statele Unite ale Americii | 6:02,78 |      |
| 5   | 1      | Australia                  | 6:03,92 |      |
| 6   | 5      | România                    | 6:04,06 |      |